# Kapitein (rang)

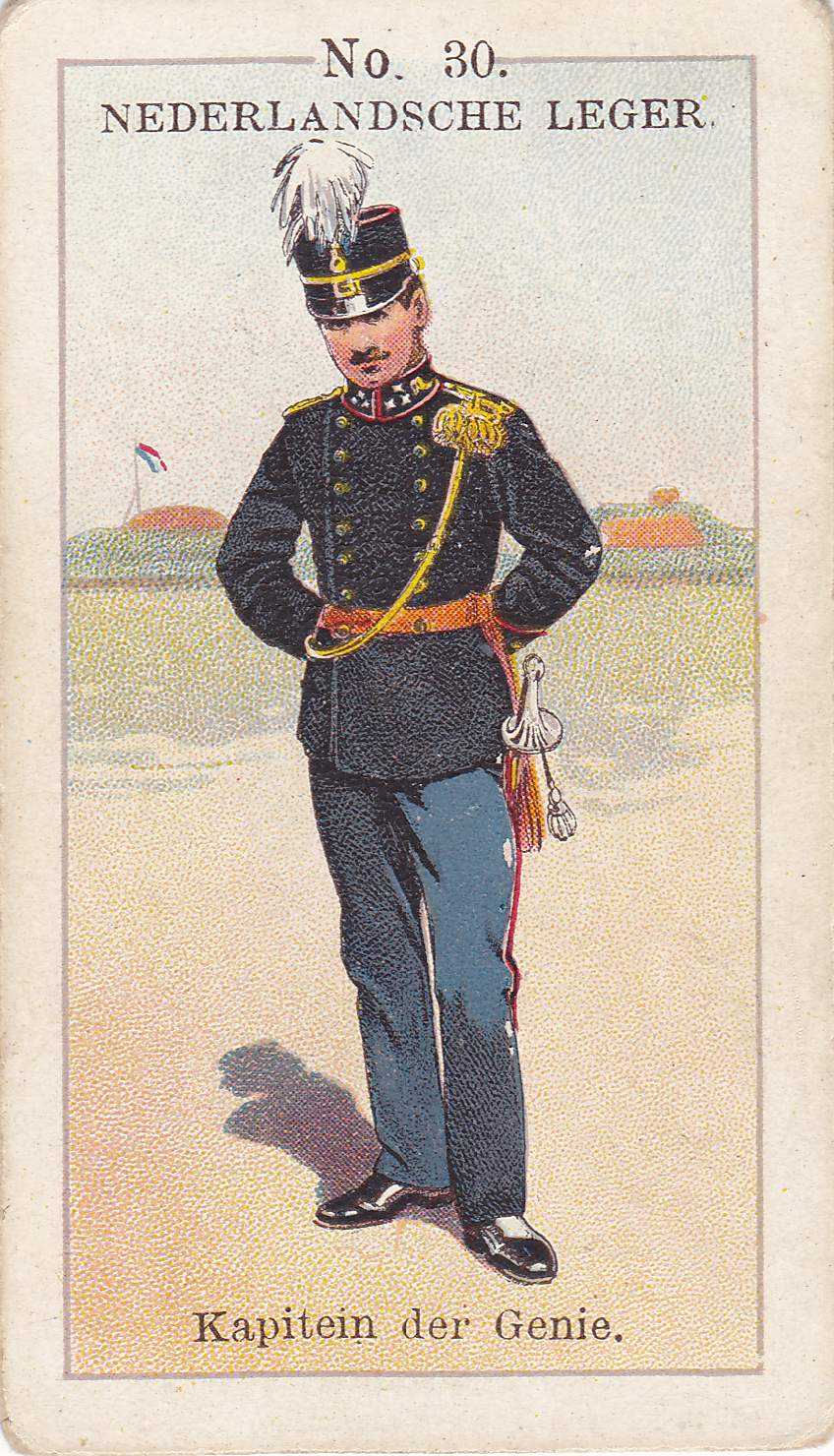
Kapitein der genie, ca. 1900

Een kapitein, soms ook  ritmeester (cavalerie) genoemd of hopman (burgerwacht), is in het leger van oudsher de bevelhebber van een militaire eenheid. De kapitein is een officier en wordt terzijde gestaan door een of twee plaatsvervangende officieren, de luitenants.
Tegenwoordig is de kapitein de hoogste subalterne officiersrang in Nederland. Daarboven staan de hoofd- en opperofficieren. België kent nog één hogere officiersrang, namelijk kapitein-commandant.
Zowel de Nederlandse Koninklijke Landmacht, Koninklijke Luchtmacht en Koninklijke Marechaussee kennen de kapitein. De overeenkomstige rang bij de Koninklijke Marine is luitenant-ter-zee der tweede klasse oudste categorie, maar het Korps Mariniers gebruikt wel de rang van kapitein. De bij de marine bekende kapitein-ter-zee is een hogere rang en is gelijkwaardig aan de kolonel bij land- en luchtmacht.
Bij de cavalerie, het tank- en verkenningsonderdeel van de Nederlandse Koninklijke Landmacht, heet de rang ritmeester. In België wordt ook bij de cavalerie de rang van kapitein gebruikt.

## Rangonderscheidingstekens bij de Nederlandse krijgsmacht
| Koninklijke Marine                                                                                        | Koninklijke Marine | Koninklijke Landmacht                  | Koninklijke Landmacht | Koninklijke Luchtmacht | Koninklijke Luchtmacht | Koninklijke Marechaussee | Koninklijke Marechaussee |
| --- | ------------------ | -------------------------------------- | --------------------- | ---------------------- | ---------------------- | ------------------------ | ------------------------ |
| Luitenant-ter-zee der tweede klasse oudste categorie Mijnheer/Mevrouw (bij het Korps Mariniers: Kapitein) |                    | Kapitein (bij de cavalerie Ritmeester) |                       | Kapitein               |                        | Kapitein                 |                          |

## Rangonderscheidingstekens bij de Belgische krijgsmacht
| Landcomponent | Landcomponent   | Medische component | Medische component | Luchtcomponent | Luchtcomponent | Marinecomponent            | Marinecomponent |
| ------------- | --------------- | ------------------ | ------------------ | -------------- | -------------- | -------------------------- | --------------- |
| Kapitein      | Graden kapitein | Kapitein           |                    | Kapitein       |                | Luitenant-ter-zee Kapitein |                 |

## Officiersrangen bij de Nederlandse Krijgsmacht (van hoog naar laag)
- generaal
- luitenant-generaal
- generaal-majoor

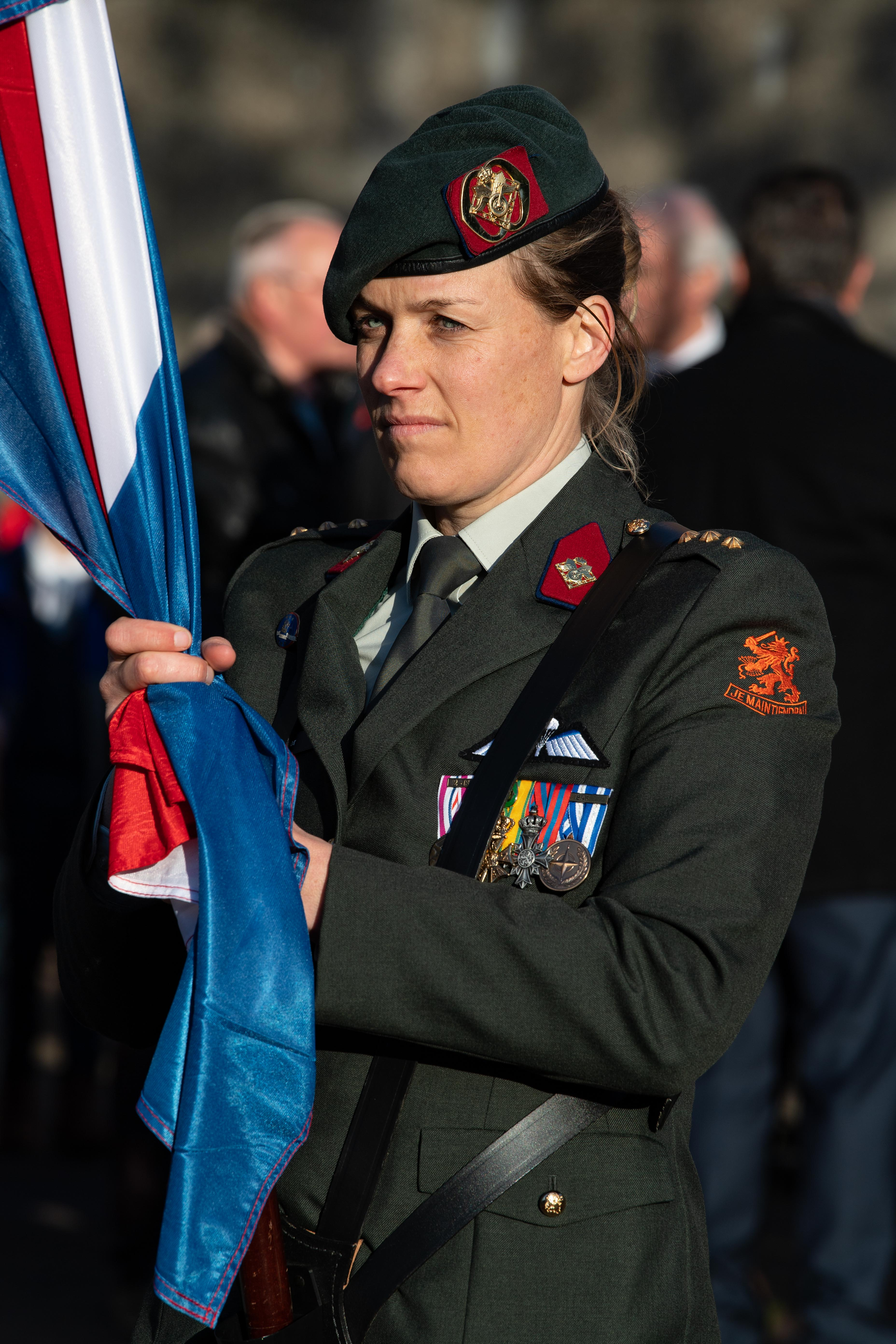
Nederlandse kapitein tijdens herdenkingsceremonie op 4 Mei 2019

- brigadegeneraal (bij de luchtmacht: commodore)
- kolonel
- luitenant-kolonel (overste)
- majoor
- kapitein / ritmeester
- eerste luitenant
- tweede luitenant
- vaandrig / kornet